# 沖縄尚学高等学校・附属中学校
沖縄尚学高等学校・附属中学校（おきなわしょうがくこうとうがっこう・ふぞくちゅうがっこう）は、沖縄県那覇市国場に所在する私立中学校・高等学校。県内での略称は「沖尚」または「尚学」。

## 概要
1957年に、財団法人嘉数学園（現：学校法人沖縄大学）によって沖縄高等学校として開校。1983年より現校名に改称した。
現在は県内で予備校や学習塾を展開する尚学院グループによって運営されている。
募集定員は中学校225名、高等学校175名。海外の大学進学等を目指す国際文化科学コースが設置されている他、高等学校には野球、柔道、硬式テニス、なぎなた、空手道による入学枠があり、甲子園を初めとする大会で活躍している。

## 沿革
- 1956年11月26日 - 琉球政府中央教育委員会において財団法人嘉数学園・沖縄高等学校設立認可
- 1957年4月 - 沖縄高等学校として開校
- 1983年3月30日 - 経営難から沖縄県の大学予備校・尚学院が経営参入し、沖縄尚学高等学校へ校名変更
- 1985年12月25日 - 沖縄尚学高等学校附属中学校設定認可
- 1986年4月 - 沖縄尚学高等学校附属中学校開校
- 1991年5月30日 - 学校法人尚学学園設立認可（学校法人嘉数学園から分離）
- 1999年4月4日 - 第71回選抜高等学校野球大会優勝、沖縄県勢で初
- 2008年4月4日 - 第80回選抜高等学校野球大会優勝、9年ぶり2度目

## 学科

### 中学校
- 尚学パイオニアコース(SPC)
- 尚学チャレンジャーコース(SCC)

※ 中学3年生から選抜コースの追加

ネイティブ並みの英語力を持つ生徒を対象とするEnglish Advanced Classが両コースに設置されている。

### 高等学校
- 普通科
  - 尚学パイオニアコースα
  - 尚学チャレンジャーコース
上記2コースは二年次から下記のコースに細分化
    - 難関コース
    - 国公立（私立）理系コース※
    - 国公立（私立）文系コース※

  - 東大・国公立大医学科コース
  - 国際文化科学コース（国際バカロレア ディプロマ プログラム）
  - 尚学パイオニアコースβ（旧体育コース）

なお、私立理系・私立文系コースは生徒の志望状況によって開設されるため毎年度、クラス編成が一部異なる。
上記の内、尚学パイオニアコースβを除いた7コースをまとめて「特進コース」と呼ぶこともある。

## 寮
離島や遠方出身の生徒、留学生、部活動などのために複数の寄宿舎が完備されており、全国私立寮制学校協議会には幹事校として参加している。
- 尚学舎
- 尚学グローバル寮
- 野球部寮
- 柔道部寮

## 路線バス
出典 : 
| 運行事業者   | 路線・系統     | 下車停留所                |
| ------------ | -------------- | ------------------------- |
| 那覇バス     | 2番/4番/14番   | 真和志小学校前、徒歩7分。 |
| 那覇バス     | 6番            | 沖縄大学前                |
| 沖縄バス     | 35番/40番      | 沖縄大学前                |
| 沖縄バス     | 34番/39番      | 國場十字路、徒歩10分      |
| 東陽バス     | 30番/38番      | 國場十字路、徒歩10分      |
| 琉球バス交通 | 50番/51番/54番 | 國場十字路、徒歩10分      |

## 部活動
- 野球部は甲子園選抜高等学校野球大会（春）にて1999年（第71回、甲子園春夏通じて沖縄勢の初優勝）と2008年（第80回）の2度優勝している。甲子園出場回数は、春7回、夏11回、春夏通算18回出場。また、2013年の明治神宮野球大会でも優勝している。
- 柔道では1991年に男子柔道部が全国高校選手権で団体優勝、金鷲旗で団体準優勝、1989年にはインターハイにて団体準優勝を飾っており、同インターハイでは個人での全国優勝者も過去に出している。
- 重量挙げでは、全国高校選抜大会にて男女とも個人での全国優勝者を出している。
- ボクシング部は、数多くの全日本高校チャンピオンや高校選抜優勝者や国スポ優勝者を生んだ興南高校からの移管により1998年に発足。しかし、2014年に練習場であり金城真吉監督が経営していたウィンナーボクシング教室が閉鎖したことに伴い廃部。なお、沖縄高校時代にもボクシング部が存在した時期があった。
- なぎなた部は2014年度にインターハイ団体試合で優勝。
- テニス部は2015年全国選抜高校テニス大会団体女子で優勝。

## 著名な出身者

### 野球関係者
- 安仁屋宗八（元プロ野球選手、元広島東洋カープ投手コーチ・二軍監督、広島東洋カープOB会長）
- 伊志嶺翔大（元プロ野球選手、千葉ロッテマリーンズ所属）
- 砂川リチャード（プロ野球選手、読売ジャイアンツ所属）
- 西村弥（元プロ野球選手、元東北楽天ゴールデンイーグルス）
- 東浜巨（プロ野球選手、福岡ソフトバンクホークス所属）
- 比嘉公也（硬式野球部監督）
- 比嘉寿光（元プロ野球選手、元広島東洋カープ）
- 比屋根渉（プロ野球選手、東京ヤクルトスワローズ所属）
- 真喜志康永（元プロ野球選手、東北楽天ゴールデンイーグルス内野守備走塁コーチ）
- 嶺井博希（プロ野球選手、福岡ソフトバンクホークス所属）
- 與座海人（プロ野球選手、埼玉西武ライオンズ所属）
- 岡留英貴（プロ野球選手、阪神タイガース選手）
- 山田義貴（社会人野球選手）
- 仲田侑仁（プロ野球選手、広島東洋カープ所属）
- 知念大成（プロ野球選手、オイシックス新潟アルビレックスBC所属）

### その他のスポーツ関係者
- 翁長吾央（プロボクサー）
- 嘉陽宗嗣（プロボクサー、第28代OPBF東洋太平洋ライトフライ級王者）
- 友利正（元プロボクサー、第9代WBC世界ライトフライ級王者）
- 酒井英幸（柔道家）
- 真喜志慶治（柔道家、世界選手権無差別級銀メダリスト）
- 吉田涼（柔道家）
- 若ノ城宗彦（元大相撲力士）

### アナウンサー
- 伊波伴准（アナウンサー、岩手朝日テレビ所属）
- サーターアンダギー修史（元沖縄プロレスリングアナウンサー）
- 知念芽衣（フリーアナウンサー、歌手・女優の知念里奈の妹）
- 宮城麻里子（フリーアナウンサー、元琉球放送所属）

### その他
- 大湾文子（文化人、経営コンサルタント）
- 嘉数悠子（天文学者、国立天文台ハワイ観測所すばる望遠鏡アウトリーチ・スペシャリスト）
- 國場幸之助（政治家、自民党衆議院議員）
- 友利新（医師・タレント、第36回準ミス日本）
- 92（GReeeeN 歌手）
- ソフィー(ダンス&ボーカルグループ Chuning Candyメンバー)
- 和山やま(漫画家)

## 沖尚サンバ
主に高校野球の応援で使用されている応援曲。

野球以外にも陸上大会などでも使用される。
原曲は埼玉県の浦和学院高等学校の「浦学サンバ3」であり、これを興南中学校・高等学校が譲り受けて「興南サンバ」として使用。
これをベースにして他の沖縄県内の多くの高校がアレンジを加えて演奏している。そのうちの一つである。